# Detlef Scheele

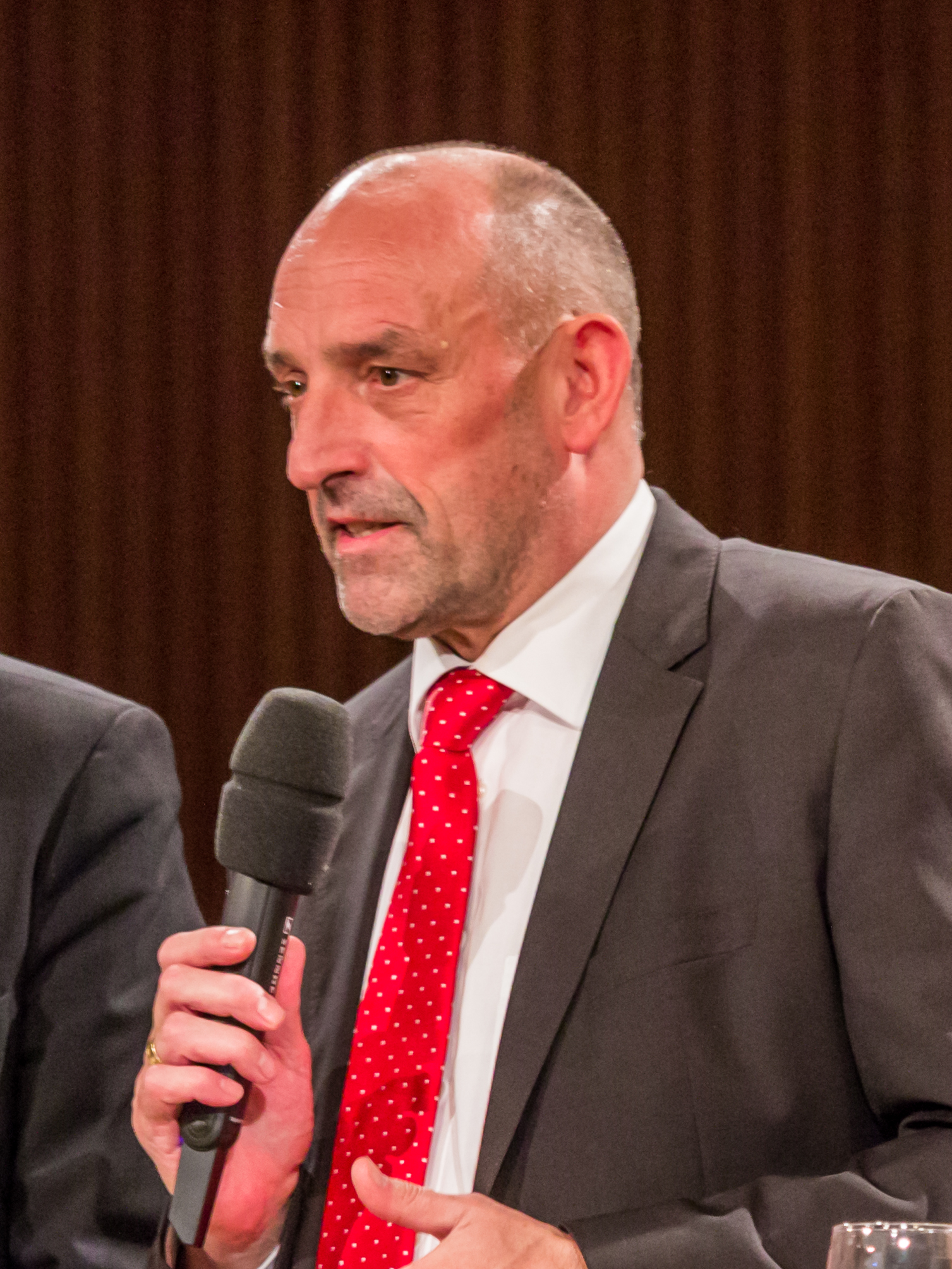
Detlef Scheele während einer Podiumsdiskussion beim WDR, 2016

Detlef Scheele (* 30. September 1956 in Hamburg) ist ein deutscher Politiker (SPD). Er war vom 1. April 2017 bis zum 31. Juli 2022 Vorstandsvorsitzender der Bundesagentur für Arbeit, zuvor von 2008 bis 2009 beamteter Staatssekretär im Bundesministerium für Arbeit und Soziales und von 2011 bis 2015 Hamburger Senator für Arbeit, Soziales, Familie und Integration.

## Leben
Nach dem Abitur am Hamburger Gymnasium Bahrenfeld 1977 und Zivildienst studierte Scheele ab 1979 Politik-, Sport- und Erziehungswissenschaften an der Universität Hamburg und schloss 1984 mit dem ersten Staatsexamen für das Lehramt am Gymnasium ab.
Von 1985 bis 1987 war Scheele persönlicher Referent des damaligen SPD-Landesvorsitzenden Ortwin Runde. Danach wechselte er als stellvertretender Geschäftsführer zum Zentrum zur beruflichen Qualifizierung (ZEBRA) e. V. und stieg 1991 zum Alleingeschäftsführer auf. 1995 wechselte er ebenfalls als Alleingeschäftsführer zur städtischen Hamburger-Arbeit-Beschäftigungsgesellschaft (HAB) und war dort bis zu seiner Ernennung zum Staatssekretär im Jahr 2008 tätig. Er war viele Jahre Kreisvorsitzender der SPD Hamburg-Nord.
Vom 2. April 2008 bis 31. Dezember 2009 war Scheele unter dem damaligen Bundesminister Olaf Scholz (SPD) beamteter Staatssekretär im Bundesministerium für Arbeit und Soziales. Nach dem Regierungswechsel infolge der Bundestagswahl 2009 schied er aus dem Amt aus.
Von Februar 2010 bis zu seiner Berufung in den Senat war Scheele Geschäftsführer bei den Elbe-Werkstätten und weiteren Hamburger Unternehmen, die Arbeitsplätze für behinderte Menschen anbieten.
Am 23. März 2011 wurde Scheele von Olaf Scholz, nunmehr Erster Bürgermeister in Hamburg, zum Senator und Präses der Behörde für Arbeit, Soziales, Familie und Integration ernannt (Senat Scholz I). Er wurde im Senat Scholz II in seinem Amt bestätigt. Am 3. Juli 2015 wählte ihn der Verwaltungsrat der Bundesagentur für Arbeit (BA) in einer außerordentlichen Sitzung zum neuen Vorstand Arbeitsmarkt der BA und damit in den dreiköpfigen Vorstand. Scheele folgte am 15. Oktober 2015 auf Heinrich Alt, der zum 30. Juni 2015 in den Ruhestand ging. Scheeles Nachfolgerin im Senatorenamt wurde zum 1. Oktober 2015 Melanie Leonhard.
Am 7. Oktober 2016 beschloss der Verwaltungsrat der Bundesagentur, Scheele als Nachfolger für Frank-Jürgen Weise im Amt des Vorsitzenden des Vorstands vorzuschlagen. Am 1. April 2017 trat er dieses Amt an. Frank-Jürgen Weise trat wegen Erreichens der Altersgrenze Ende März 2017 ab. Als neues Vorstandsmitglied rückte Valerie Holsboer in den Vorstand der Bundesagentur auf. Das Amt des Vorsitzenden des Vorstands der Arbeitsagentur hatte er bis Ende Juli 2022 inne. Ihm folgte Andrea Nahles nach. Anschließend übernahm er eine Tätigkeit bei der Beratungsgesellschaft von Beust & Coll.
Detlef Scheele ist verheiratet und hat drei Kinder.

## Kritik
In der Debatte zur Einführung eines bedingungslosen Grundeinkommens beschreibt Scheele das Konzept als „unehrlich“ und „völliger Blödsinn“. Die aktuellen ALG-II-Regelungen hingegen hält er mit Blick auf die Erhöhung des Regelsatzes auf 446 €/mtl. (ab Januar 2020) trotz der massiven Kritik durch die Parteien Die Linke und Bündnis 90/Die Grünen, für absolut vertretbar und „im europäischen Vergleich großzügig“. Eine Erhöhung des Regelsatzes hält er für nicht zielführend, weil er bezweifle, „dass jemand mit 600 Euro deutlich zufriedener wäre“.